# Biologické karcinogeny skupiny 1
Biologické karcinogeny skupiny 1 je skupina karcinogenů biologického původu (viry, bakterie a helminti), jež mají prokazatelný rakovinotvorný účinek pro člověka dle kritérií Mezinárodní agentury pro výzkum rakoviny (IARC).
| Karcinogen (agens)                                         | Typ rakoviny                                                                       | Mechanismus                                                                   |
| Virus Epstein-Barrové (EBV)                                | nazofaryngeální karcinom, Burkittův lymfom, různé Hodgkinovy i nehodgkinské nádory | buněčná proliferace, inhibice apotózy, genomická nestabilita, buněčná migrace |
| Virus hepatitidy B (HBV)                                   | karcinom jater                                                                     | zánět, jaterní cirhóza, chronická hepatitida                                  |
| Virus hepatitidy C (HCV)                                   | karcinom jater                                                                     | zánět, jaterní cirhóza, chronická hepatitida                                  |
| Virus Kaposiho sarkomu (KSHV) (také Lidský herpes virus 8) | Kaposiho sarkom                                                                    | buněčná proliferace, inhibice apotózy, genomická nestabilita, buněčná migrace |
| Virus lidské imunitní nedostatečnosti (HIV-1)              | Kaposiho sarkom, Hodgkinovy a nehodgkinské nádory                                  | imunosuprese                                                                  |
| Lidský papillomavirus typ 16 (HPV-16)                      | nádory děložního krčku, dělohy, vagíny, anu, penisu, dutiny ústní                  |                                                                               |
| Virus lidské T – buněčné leukémie (HTLV-1)                 | T – buněčná leukemie a lymfom                                                      |                                                                               |
| Helicobacter pylori                                        | nádory žaludku                                                                     | zánět, oxidativní stress, mutace, narušení transkripce                        |
| Clonorchis sinensis (motolice žlučová)                     | cholangiokarcinom                                                                  |                                                                               |
| Opisthorchis viverrini (motolice thajská)                  | cholangiokarcinom                                                                  | zánět, oxidativní stress                                                      |
| Schistosoma haematobium (krevnička močová)                 | nádor močového měchýře                                                             | zánět, oxidativní stress                                                      |

Tabulka sestavena dle a s pomocí.